# 新墨西哥自然歷史與科學博物館
新墨西哥自然歷史與科學博物館（英語：New Mexico Museum of Natural History and Science）是位於美國新墨西哥州阿爾伯克基的自然歷史和科學博物館，靠近阿爾伯克基老城區。 博物館成立於1986年，屬於新墨西哥州文化事務部（New Mexico Department of Cultural Affairs）管轄。

## 永久展廳
博物館的永久展廳展示了穿越時空的旅程，涵蓋了從宇宙誕生（約136億年前）到冰河世紀（約1萬年前）的自然歷史。通過禮堂的八次旅程如下：
- 起源（Origins）
- 恐龍的黎明（Dawn of the Dinosaurs）
- 侏羅紀巨獸（Jurassic Age of Super Giants）
- 新墨西哥的海岸（New Mexico's Seacoast）
- 火山時代（Age of Volcanoes）
- 草原的興起（Rise of the Recent - Evolving Grasslands）
- 洞穴體驗（Cave Experience）
- 新墨西哥的冰河時代（New Mexico's Ice Age）

其他永久性展覽包括每天舉行的互動天文館（interactive planetarium）。還有一層專門用於天文學和太空探索的展覽館，以及一個用於通過望遠鏡觀察的觀景台。該天文台僅偶爾開放，通常是在博物館向公眾開放的晚上。化石廠的展覽顯示人們從化石恐龍骨骼中去除了物質。該博物館設有一個“自然主義者中心（Naturalist Center）”，那裡生活著動植物和昆蟲，並且還對該地區的礦物進行了地質展覽。

## 恐龍陳列
侏羅紀巨獸展廳展覽有地震龍，食蜥王龍，劍龍的完整骨架和腕龍的一隻腳的化石。 博物館的中庭曾展示有君王暴龍“Stan”的骨骼，它的長40英尺（約12.2米），高12英尺（約3.7米），是有史以來第二大霸王龍。 “Stan”目前陳列於在新墨西哥州法明頓的法明頓博物館（Farmington Museum）。
展品同時還有畫家大衛·托馬斯（David A. Thomas）創作的兩個恐龍的青銅雕像，分別是名為“Spike”的五角龍和名為“Alberta”的阿爾伯塔龍，斯派克（“Spike”）和阿爾伯塔（“Alberta”）於1985年和1987年放置入博物館中。 在新墨西哥州發現了許多恐龍化石，而博物館中展出的一些化石，如腔骨龍，是僅在新墨西哥州被發現的。

## 其他亮點
博物館不斷變化展出的展廳，如希望咖啡館（Hope Cafe），自然工藝商店（Nature Works Discovery Store）以及動態影院（Dynatheater）。動態影院是一個與IMAX類似的3D影院，所顯示的電影通常是自然歷史紀錄片。博物館的外部設有“新墨西哥漫步”景點，該景點展示了具有新墨西哥州地形和地質特徵的景觀。

## 圖集

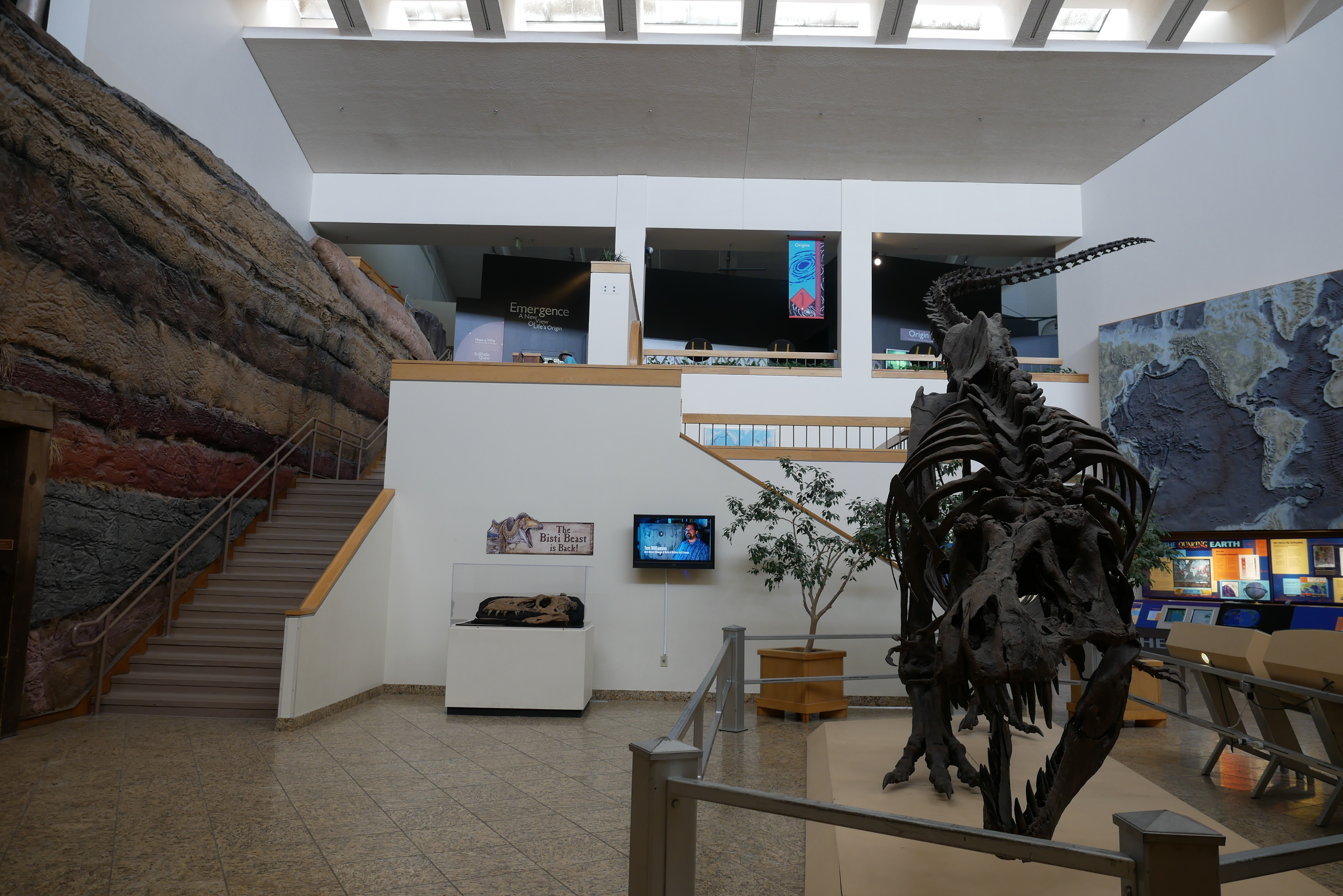
大廳，2018年
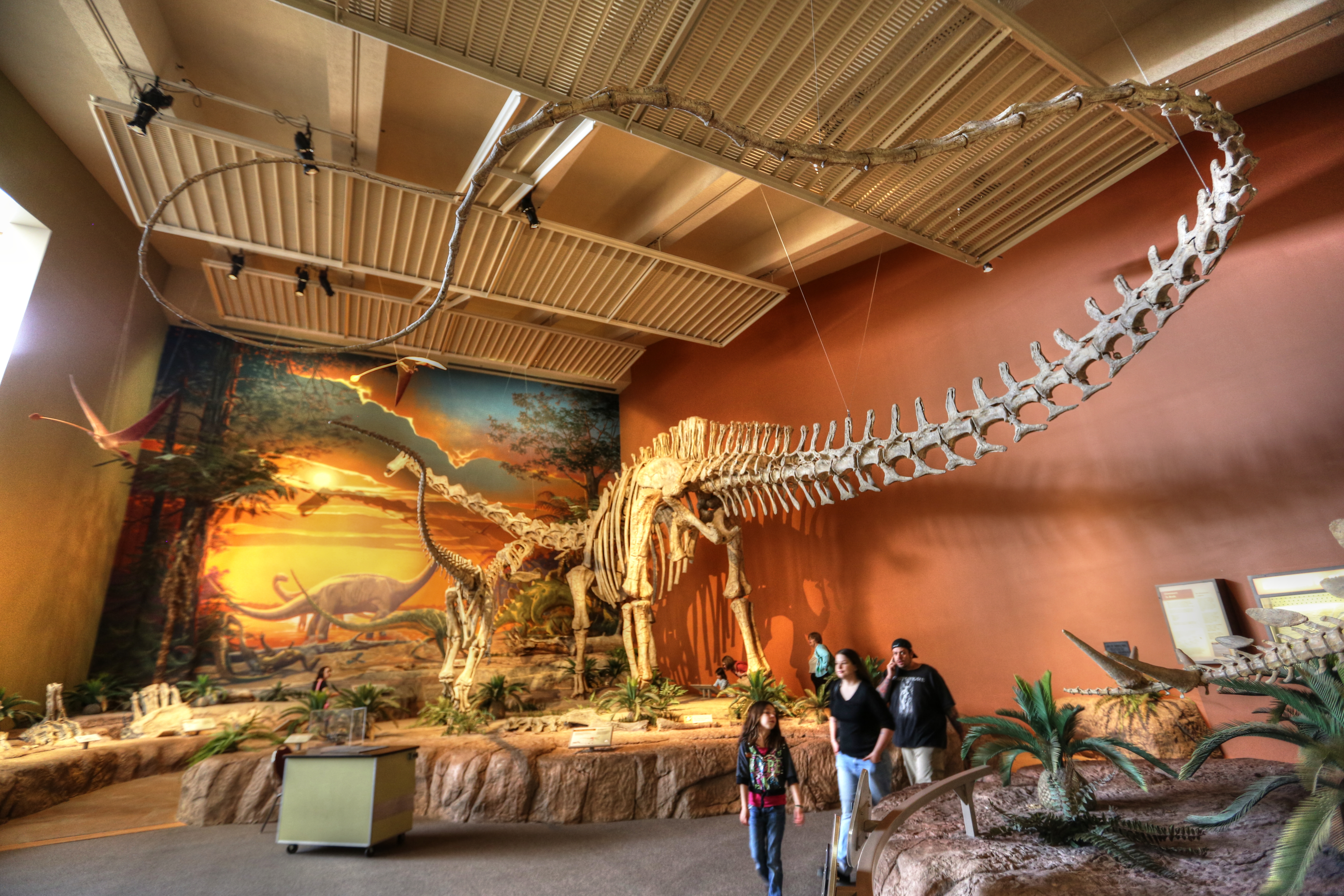
恐龍展廳，2013年
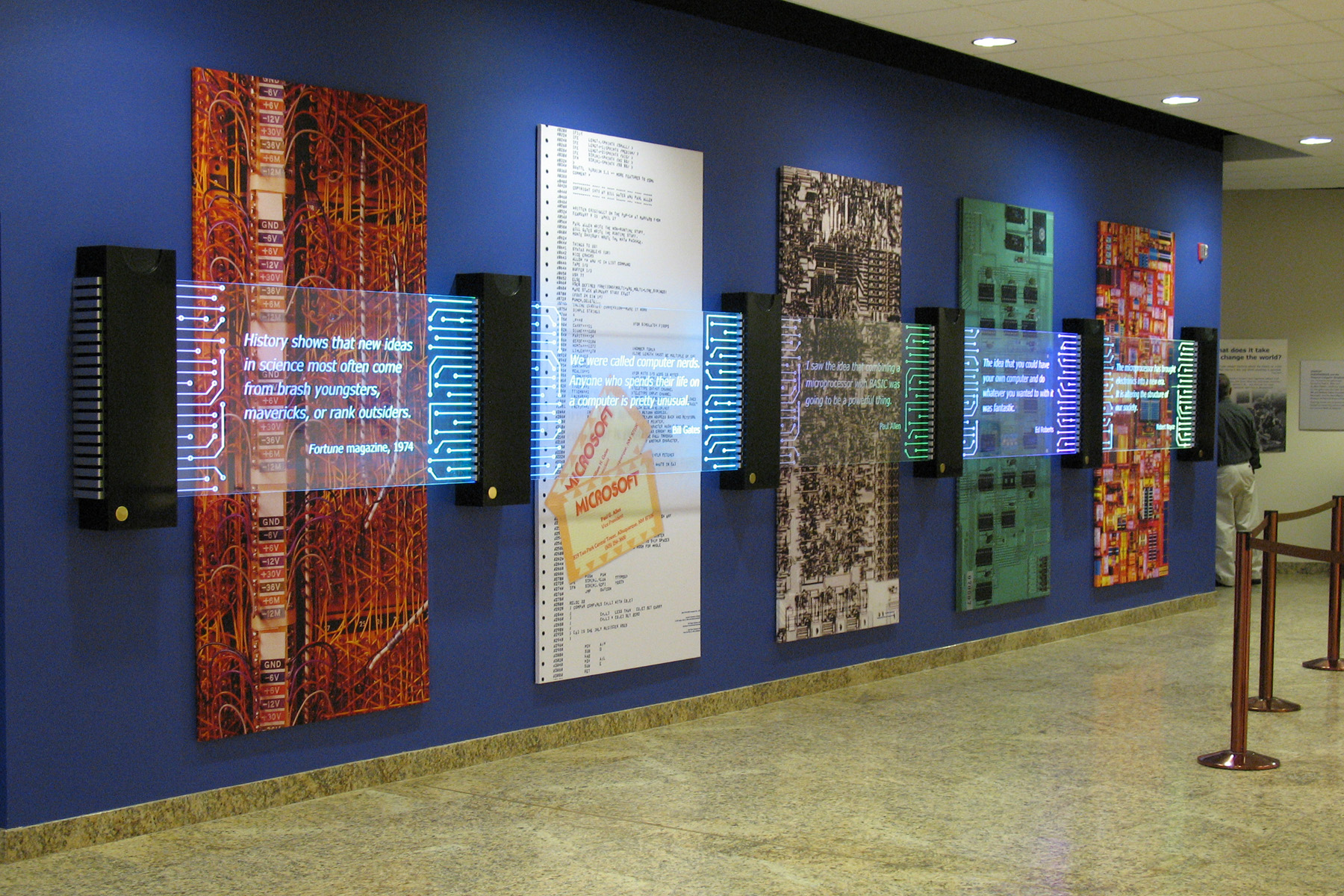
“阿爾伯克基與個人電腦的革命”展覽，2007年
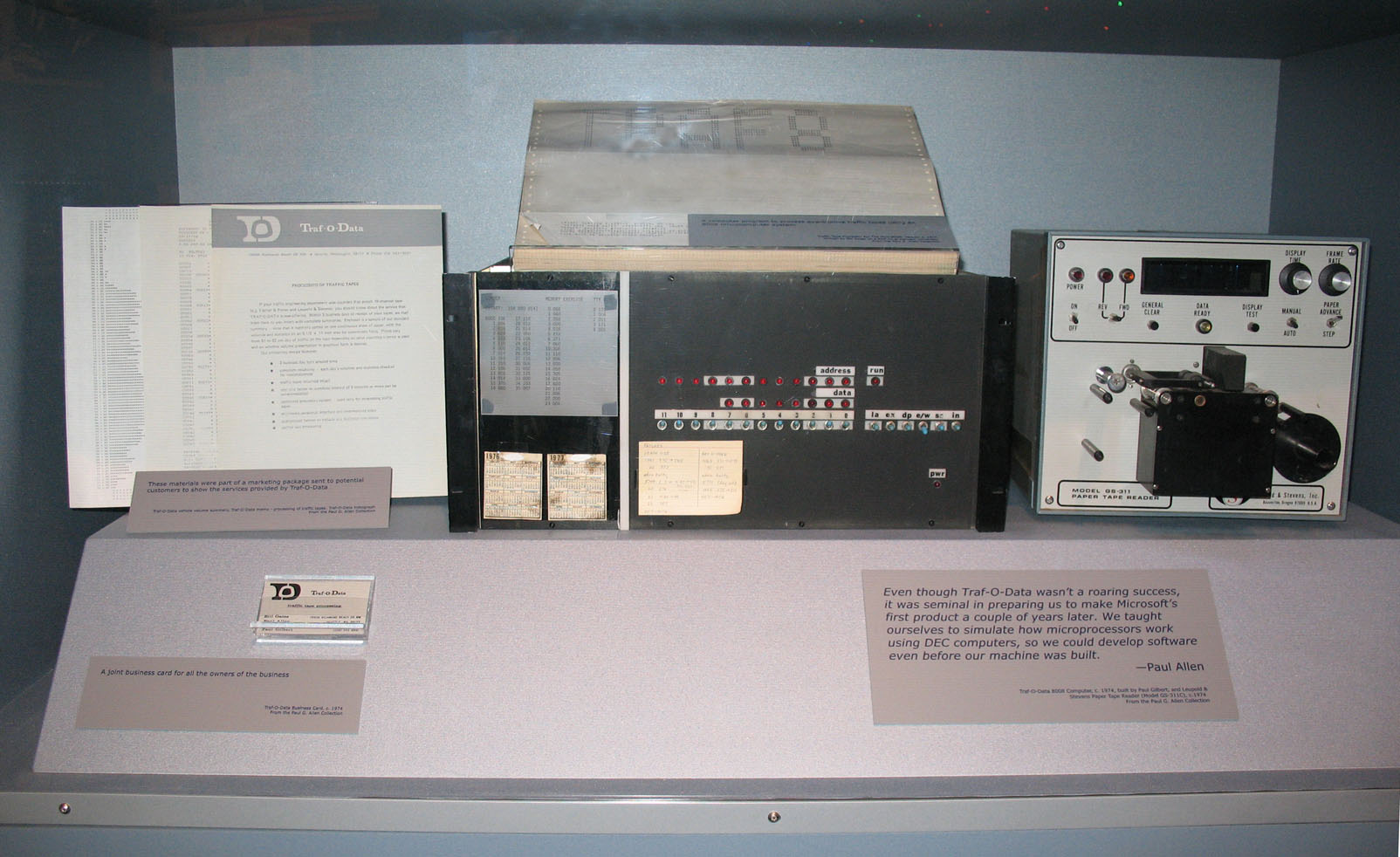
Traf-O-Data 8008 電腦, 2007年